# (22555) Joevellone
(22555) Joevellone (1998 FU118) – planetoida z pasa głównego asteroid okrążająca Słońce w ciągu 4,11 lat w średniej odległości 2,56 j.a. Odkryta 31 marca 1998 roku.